# Garbnik
Garbnik (deutsch Garbnick) ist ein kleiner Ort in der polnischen Woiwodschaft Ermland-Masuren und gehört zur Gmina Barciany (Landgemeinde Barten) im Powiat Kętrzyński (Kreis Rastenburg).

## Geographische Lage
Grabnik ist ein Weiler des Dorfes Wilkowo Małe (deutsch Klein Wolfsdorf) und liegt in der nördlichen Mitte der Woiwodschaft Ermland-Masuren, 14 Kilometer nordwestlich der Kreisstadt Kętrzyn (deutsch Rastenburg).

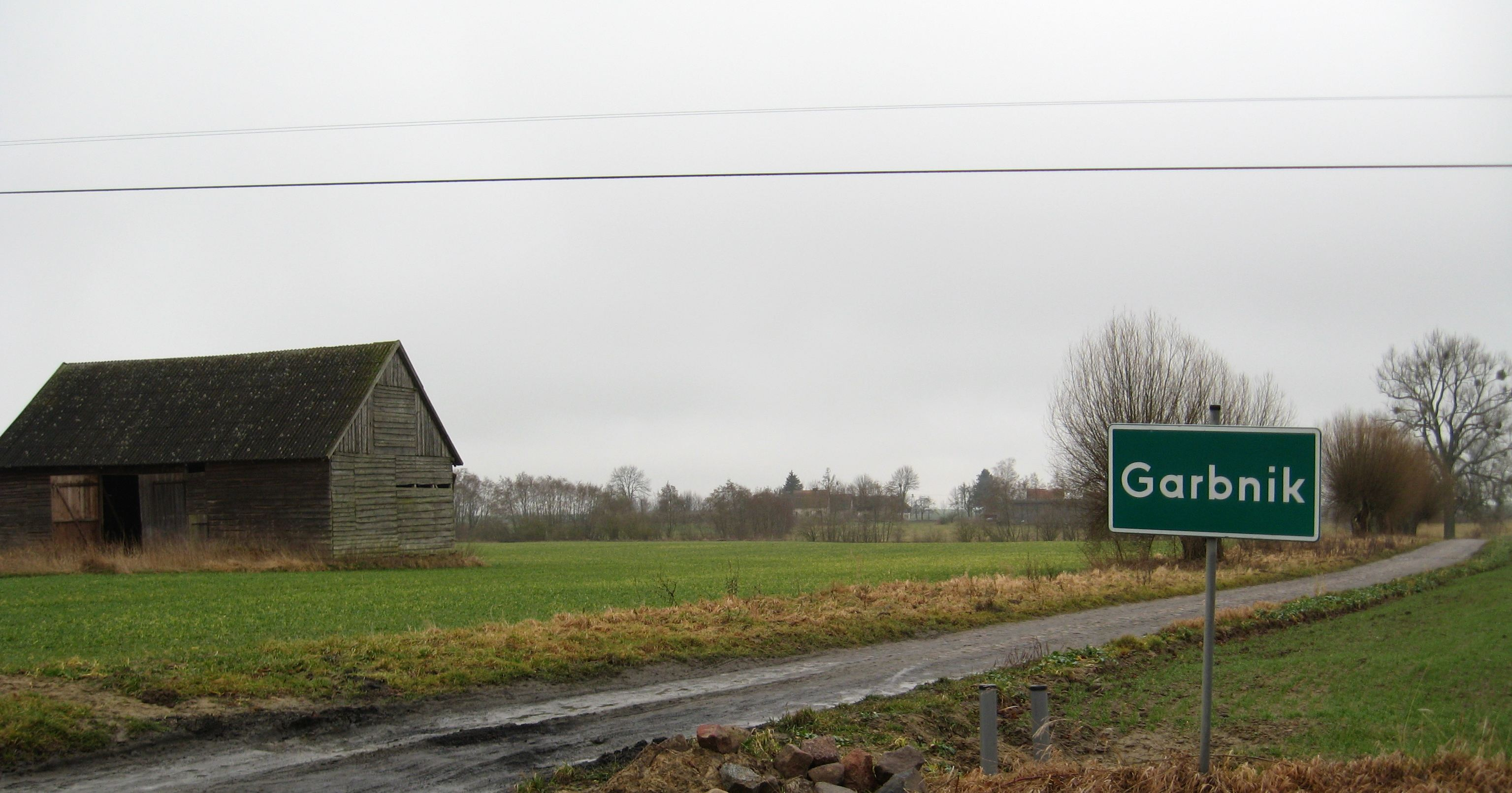
Ortseinfahrt Garbnik

## Geschichte
Vor 1945 war Grabnick ein großes Vorwerk im Gebiet von Dönhofstädt (polnisch Drogosze) im ostpreußischen Kreis Rastenburg. Bereits 1785 war das damalige Garbnicken ein „adlig Vorwerk mit 5 Feuerstellen“. 1820 waren in Garbnick 61 Einwohner gemeldet, 1885 bereits 93 und 1905 schon 131.
Im Jahre 1945 kam Garbnick in Kriegsfolge mit dem gesamten südlichen Ostpreußen zu Polen und bekam die polnische Namensform „Garbnik“. Heute ist der Weiler als „Przysiółek wsi“ ein Teil des Dorfes Wilkowo Małe (Klein Wolfsdorf) und gehört zum Verbund der Landgemeinde Barciany (Barten) im Powiat Kętrzyński (Kreis Rastenburg), bis 1998 der Woiwodschaft Olsztyn (Allenstein), seither der Woiwodschaft Ermland-Masuren zugehörig.

## Kirche
Bis 1945 war Garbnick in den Sprengel der Kirche Groß Wolfsdorf der vereinten evangelischen Kirchengemeinden Groß Wolfsdorf-Dönhofstädt in der Kirchenprovinz Ostpreußen der Kirche der Altpreußischen Union sowie in die katholische Kirche Korschen im damaligen Bistum Ermland eingepfarrt.
Heute gehört Garbnik katholischerseits zur Pfarrei Drogosze (Dönhofstädt) im jetzigen Erzbistum Ermland, evangelischerseits zur Kirchengemeinde Barciany (Barten), einer Filialgemeinde der Johanneskirche Kętrzyn (Rastenburg) in der Diözese Masuren der Evangelisch-Augsburgischen Kirche in Polen.

## Verkehr
Nach Garbnik führt von Wilkowo Małe aus eine Nebenstraße. Ein Bahnanschluss existiert nicht.